# Gerard Horenbout
Gerard Horenbout (ca. 1465 - 1541) fue un pintor e iluminador, activo desde 1485 hasta alrededor de 1526, probablemente vivió en Gante o quizás en Brujas. Es uno de los más ilustres miniaturistas entre los primitivos flamencos. Se le identifica generalmente con el Maestro de Jacobo IV de Escocia, nombre de convención del autor del retrato de Jacobo IV de Escocia que adorna las Horas de Jacobo IV de Escocia, un libro de horas guardado en la Biblioteca Nacional de Austria de Viena.
El «Maestro de Jacobo IV de Escocia» está considerado, como el más eminente iluminador de la generación que vivió entre el Maestro de María de Borgoña (activo alrededor de 1460-1480) y Simon Bening (1483/1484-1561). Como el Maestro del Libro de Oración de Dresde antes de él y Simon Bening después de él, disfrutó de una carrera excepcionalmente larga. Dirigiendo un estudio de artista, participó en la ilustración de eminentes y fastuosos manuscritos. Un bréviaire à l'usage de Windesheim conservado en Mánchester, el único ejemplo de su estilo de juventud, data de 1487. El calendario y los retratos del frontispicio de las Horas de Holford, fechados en 1526, son sus últimas miniaturas conocidas. Sin embargo, pocos de los manuscritos producidos entre estos dos términos pueden ser fechados con precisión.

## Biografía
Gerard Horenbout está mencionado por primera vez en 1487, cuando fue admitido en la Guilda de San Lucas, el gremio de pintores de Gante. El único pintor entre los cinco miembros que patrocinaron su adhesión, Lieven de Stoevere (activo alrededor de 1463) pudo haber desempeñado un papel en su formación. En Gante, Horenbout dirigía un taller productivo. Además de pinturas e iluminaciones, el artista produjo tapices y herrajes, así como mapas y planos. En 1498 contrató a un oficial y en 1502 a un aprendiz de iluminador. Al menos tres de sus hijos asistieron a su taller: Lucas y Suzanne, —ambos se convirtieron en pintores— y otro hijo. Alrededor de 1503, poseía una casa en el Drabstraat con una fachada pintada, probablemente por su propia mano, lo que es bastante notable. También era copropietario en Gante de una finca llamada Le Verger, que vendió alrededor de 1517.
Entre 1515 y 1522, Gerard Horenbout fue pintor de la corte de Margarita de Austria, entonces regente de los Países Bajos. En 1521, conoció a Alberto Durero cuando éste compró un manuscrito realizado por su hija Suzanne.
Luego se quedó en Inglaterra, donde se le menciona en 1528 acompañado de su hijo Lucas Horenbout, un renombrado pintor establecido en ese país desde al menos 1525, y de su hija Suzanne Horenbout, también iluminadora, cuya presencia en Inglaterra está atestiguada en 1529 —entonces estaba casada con un John Palmer—.) Según Karel van Mander, Gerard Horenbout trabajó para el rey Enrique VIII de Inglaterra. Se ha sugerido que el traslado de los Horenbouts a Londres estaba relacionado con el intento del rey, o quizás del cardenal Thomas Wolsey, de revivir la iluminación de los libros ingleses. Esta hipótesis sigue siendo controvertida.
Gerard Horenbout regresó a Flandes probablemente después de 1531. Murió en Gante en 1541. La familia Horenbout incluía iluminadores, pintores y decoradores que estuvieron activos en Gante desde el siglo XV hasta el XVII. Aunque los archivos de Gante mencionan a muchos artistas con este nombre, solamente identifican unas pocas obras de ellos.

## Identificación
Gerard Horenbout es generalmente comparado con el Maestro de Jacobo IV de Escocia. Georges Hulin de Loo es el primer experto en proponer esta identificación. Le siguen Friedrich Winkler, Robert G. Calkins y otros. Solamente Bodo Brinkmann es escéptico sobre esta identificación. Las obras de ambos todavía se estudian a menudo por separado bajo los dos nombres, Horenbout como pintor de tablas y el maestro anónimo como iluminador.
La identificación, considerada «plausible», según las concordancias de lugar y fecha, resulta ser «más sutil», en cuanto al estilo. Una de las razones de esto es que hay pocas iluminaciones firmadas por Horenbout. Los vínculos estilísticos entre las Horas de Sforza, el único manuscrito documentado de Horenbout, y el trabajo del "Maestro de Jacobo IV" son menos obvios pero todavía discernibles. Las Horas de Sforza se parecen un poco a las iluminaciones del maestro. Jacob Wisse observa una similitud en la técnica pictórica, el color y el modelado del Maestro de la Adoración de los Reyes Magos en Nueva York con la miniatura análoga de las Horas de Sforza de Horenbout. Por ejemplo, en ambas miniaturas el azul del manto de la Virgen, con idéntico modelado, contrasta con la prenda dorada de arriba. El tono cerceta —un tono de azul-verde que puede ser hecho sobre cualquiera de los dos—, uno de los colores favoritos del "Maestro de Jacobo IV", se encuentra varias veces en las miniaturas flamencas de las Horas de Sforza. En la Coronación de la Virgen, los tipos faciales de Dios Padre y Cristo tienen un parecido familiar con los miembros de la Trinidad en las Horas de Spínola, aunque la elaboración es más brillante en el primero. Además, una figura masculina bastante antigua, carnosa y de mandíbula ancha -una figura básica en el repertorio del "Maestro de Jacobo IV"- aparece en la Crucifixión de San Andrés de las Horas de Sforza. Por último, en la Virgen y el Niño con Ángeles Musicales en el mismo manuscrito, el trono cubierto y redondeado es muy similar al de Santa Ana en el Tríptico Poortakker, una de las primeras pinturas en el estilo del "Maestro de Jacobo IV", firmado como Gerardus.

## Elementos estilísticos
Las miniaturas del Maestro se distinguen estilísticamente por sus grupos de figuras robustas y no idealizadas, colocadas en paisajes coloridos o interiores ricos en detalles. Revelan un marcado gusto por la pintura narrativa y el uso frecuente de raras representaciones bíblicas. Diseñado para ilustrar calendarios, sus escenas de la vida cotidiana se consideran particularmente vívidas. Sobre todo, utiliza escenas escenificadas dentro de una página. Empleando varios elementos que crean ilusiones, a menudo difumina la línea que separa la miniatura central de su marco y utiliza los dos campos espaciales para avanzar en la narración de sus escenas.
Esta concepción emblemática del Maestro, que provoca la ilusión de un pasaje del exterior al interior, se encuentra con frecuencia en sus obras, especialmente en las Horas de Spinola. Utiliza allí, con muchas variaciones, este tratamiento particular de las miniaturas centrales y su borde para sorprender y deleitar al espectador sin sacrificar el rigor narrativo.

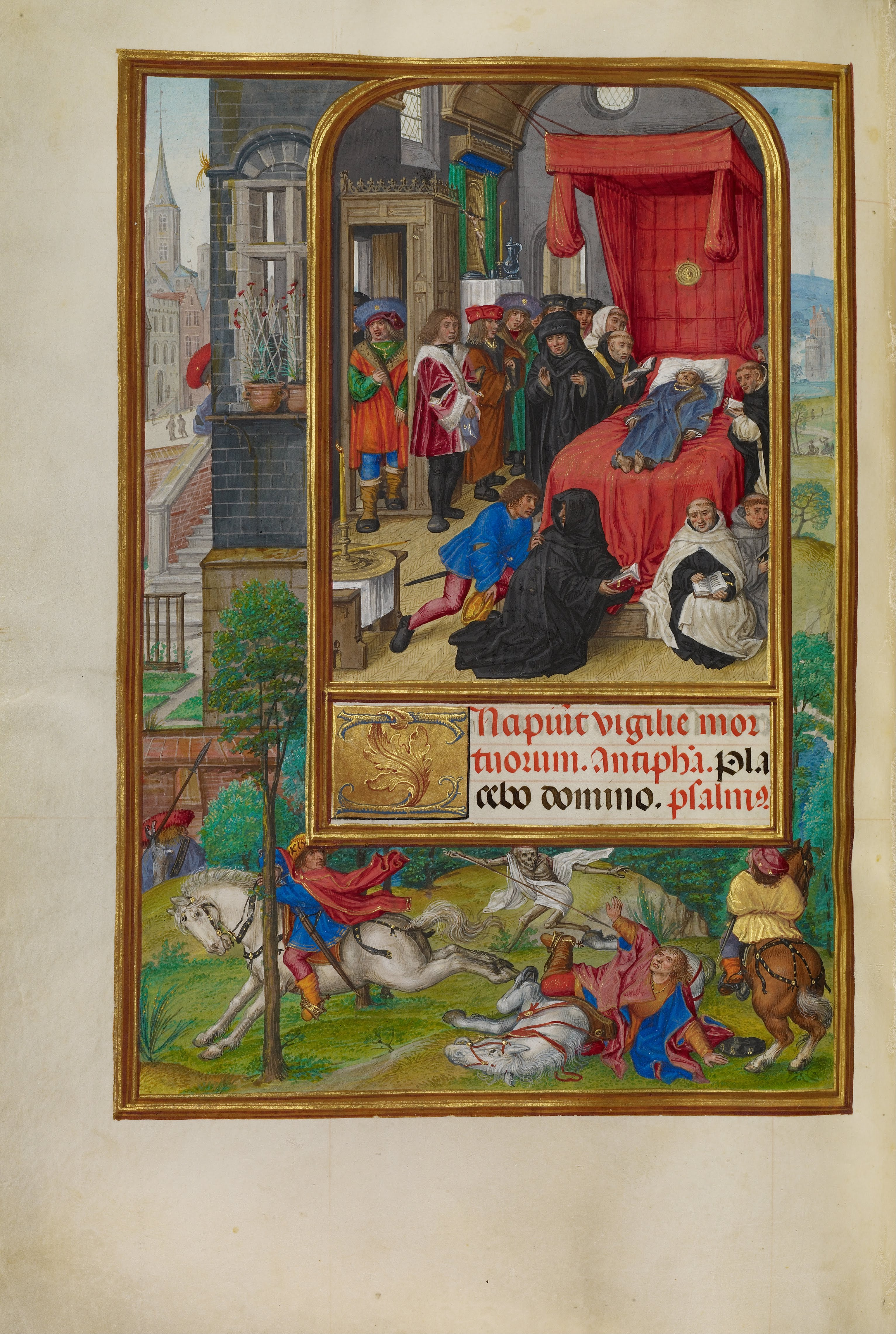
Horas de Spinola, escena de muerte (folio 184v).

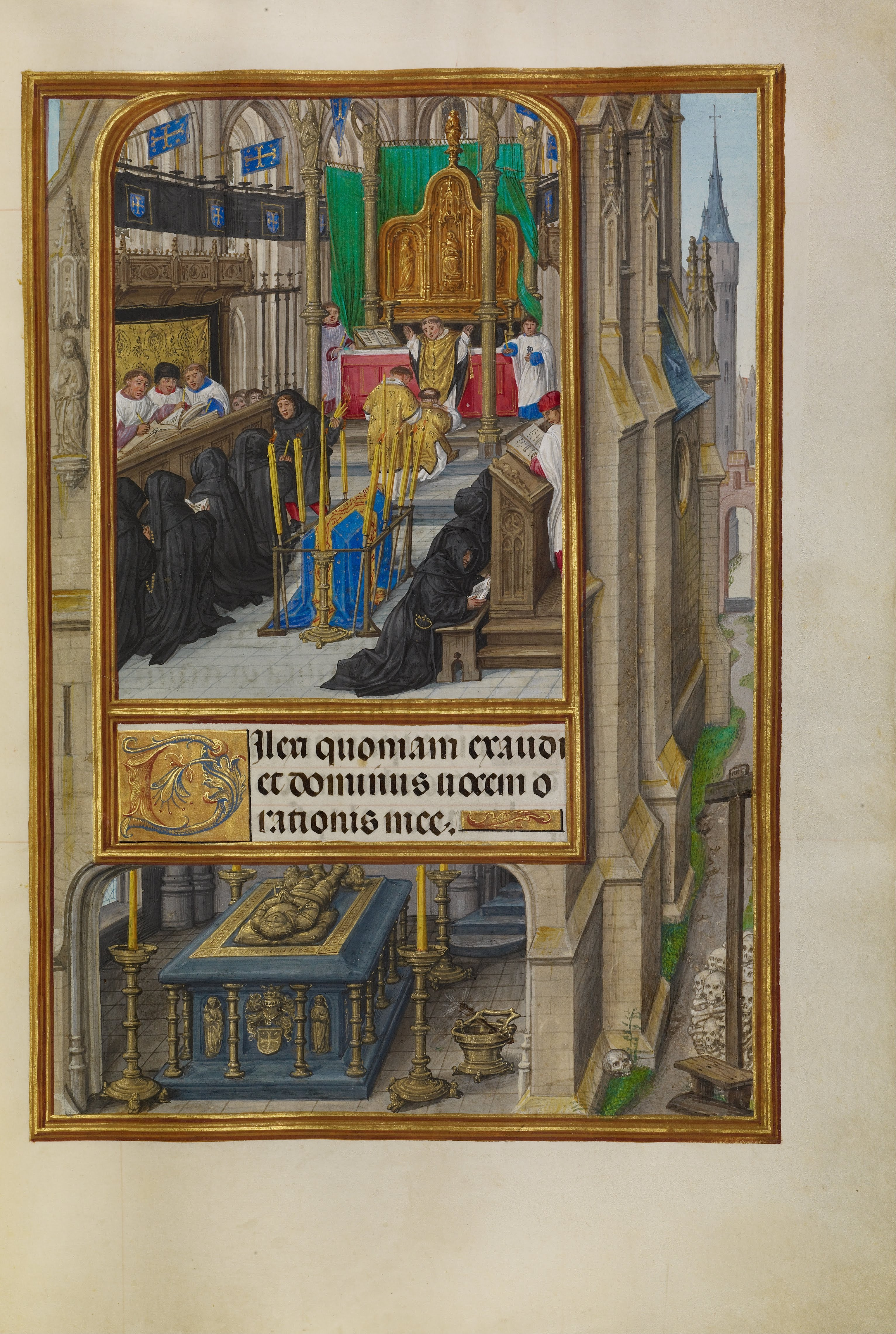
Horas de Spinola, servicio fúnebre (folio 185r).

Los folios «184 verso» y «185 recto» de las Horas de Spinola, que se enfrentan cuando se abre el manuscrito, están compuestas de forma idéntica. Reducido a tres líneas cortas, el texto deja mucho espacio para las imágenes. Las miniaturas muestran edificios, a la izquierda una residencia burguesa, a la derecha una iglesia, ambos ubicados en un entorno urbano tratado en gris, compuesto por casas, torretas y escaleras, desde donde la vista se escapa en un verde paisaje rural La parte central contiene el escenario principal, con un marco superior redondeado. Muestra el interior del edificio cada vez, como si se hubiera hecho una sección transversal. La narración aprovecha esta separación. 
En la miniatura de la izquierda, el hombre muerto está rodeado por una gran cantidad de personas. A la izquierda, un hombre entra por una puerta que se prolonga, al exterior del marco central, por un regreso del edificio y una escalera que acaba de subir una pequeña figura vestida de rojo. En la parte inferior, una escena violenta, inspirada en el cuento de los tres muertos y los tres vivos, representa a tres jinetes, uno de ellos asustado por un esqueleto que blande hacia él una larga flecha, una caída de caballo, una posible alusión a las circunstancias de la muerte.
La miniatura opuesta utiliza el mismo corte estilístico. Esta vez, el interior de la iglesia muestra el servicio fúnebre con el ataúd en el centro, numerosos oficiantes y banderas azules con cruces blancas colgando de las bóvedas. Debajo de la imagen central se abre la cripta, donde un sarcófago dará la bienvenida al cuerpo del difunto. En el borde inferior derecho, la pila de cráneos y la cruz indican un cementerio. En ambas imágenes, el Maestro usa las vistas interiores y exteriores de sus edificios con fines narrativos. Aunque probablemente no sea el inventor de este tipo de frontera, lleva el concepto a sus límites para lograr resultados complejos pero notablemente estéticos.

## Obras
Las obras de Horenbout se atribuyen frecuentemente al "Maestro de Jacobo IV de Escocia". Dado su número y tamaño, son manuscritos a menudo iluminados por varios artistas o talleres.

### Miniaturas e iluminaciones

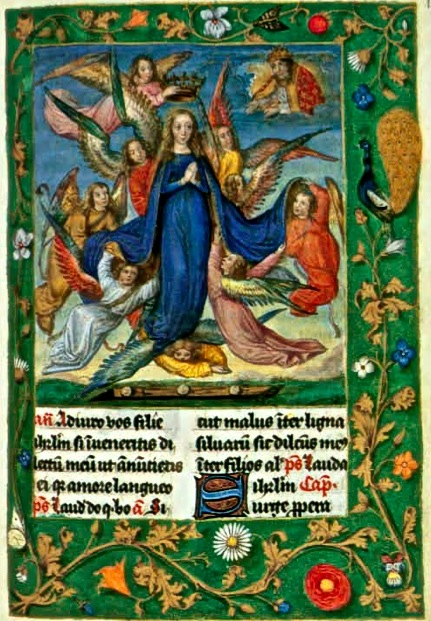
Breviario para uso de Windesheim, Asunción de María.

- Breviario para uso de Windesheim(ca. 1487), Biblioteca John Rylands, Mánchester, Ms. 39. Probablemente ejecutado en Gante,[18] consta de 265 hojas bastante pequeñas, el texto es de 179 × 120 mm, con doce miniaturas en páginas de dos columnas, y dieciocho miniaturas en páginas de una columna. El breviario contiene, entre otras cosas, una Asunción de la Virgen en la que los ángeles llevan a la Virgen sobre su tumba decorada con tres hostias eucarísticas.[18][19][20][21]
- Breviario de Carondelet (ca. 1490), en colaboración con el Maestro de la Biblia de Lübeck y el taller de Alexander Bening, Biblioteca Estatal de Berlín, Ms. Theol.Lat.Fol. 285.[22]
- Breviario de Isabel la Católica (antes de 1497), Londres, British Library, Add. Ms. 18851.[23]
- Breviario de Eleanor de Portugal (alrededor de 1500), Nueva York, Biblioteca Morgan, Ms. M 52.
- Libro de Horas para el uso de Roma (circa 1500), conocido como las Horas del Vaticano, Biblioteca Apostólica Vaticana, Vat.Lat. 3770.
- Libro de horas de Juana I de Castilla (o Horas de Rothschild de Londres, c. 1500), British Library, Add. Ms. 35313.
- Horas de Jacobo IV de Escocia (entre 1502 y 1503), Viena, Biblioteca Nacional de Austria, Codex 1897.[24][25]
- Horas de Spínola (circa 1510-1520), en colaboración con Alexander Bening, el Maestro del Libro de Oración de Dresde, el Maestro de la Biblia de Lübeck y el Maestro de los Libros de Oración circa 1500, Getty Center, Los Ángeles.[24][26]
- Horas de Sforza (entre 1517 y 1520), interpretada para Margarita de Austria, Londres, British Library, Ms. Add. 34294.[27]
- Libro de Oración de Rothschild (circa 1510-1520), en colaboración con Gerard David, Alexander y Simon Bening, y el Maestro de los Libros de Oración circa 1500, colección privada.
- Breviario Grimani (antes de 1520), Venecia, Biblioteca Marciana, lat. I, 99.[28]
- Dos miniaturas separadas en The Cloisters.[29]

### Tablas
- Retratos de Lieven Van Pottelsberghe y Livina Van Steelant (ca. 1525), Gante, Museo de Bellas Artes.[30]
- La base de datos del Centro para el Estudio de los Primitivos Flamencos [archivo] (Bruselas) también menciona [archivo]:
  - San Lieven, en el museo Suermondt-Ludwig.
  - Familia de Santa Ana o Tríptico de Poortakker, un tríptico del mismo nombre con atribución incierta, en el Museo de Bellas Artes de Gante.